# Wiesław Scholz
Wiesław Karol Scholz (ur. 17 sierpnia 1941 w Płocku) – polski politolog i dyplomata; ambasador w Wietnamie (1997–2003).

## Życiorys
Wiesław Scholz ukończył prawo na Uniwersytecie Warszawskim (1965). Członek Związku Młodzieży Socjalistycznej. W 1976 doktoryzował się na Uniwersytecie Jagiellońskim z zakresu nauk politycznych. W 1981 rozpoczął pracę w służbie zagranicznej. Był m.in. I sekretarzem w ambasadzie w Lagos, doradcą ministra i naczelnikiem wydziału w Departamencie Międzynarodowych Organizacji (1988–1991), I sekretarzem w ambasadzie RP w Bangkoku (1991–1994), doradcą ministra w Departamencie Afryki, Azji, Australii i Oceanii. Od 9 listopada 1997 do 2003 ambasador RP w Wietnamie. Po powrocie z placówki Dyrektor Biura Spraw Międzynarodowych w Kancelarii Prezydenta RP. Następnie kierował wydziałem konsularnym ambasady w Sztokholmie.